# Zhongshan, Chongqing
Zhongshan (kinesiska: 中山)  är en köping i sydvästra Kina. Den ligger i stadsdistriktet Jiangjin i storstadsområdet Chongqing, omkring 84 kilometer söder om det centrala stadsdistriktet Yuzhong. Antalet invånare är 20509. Befolkningen består av 9 875 kvinnor och 10 634 män. Barn under 15 år utgör 21,0 %, vuxna 15-64 år 62 %, och äldre över 65 år 15,0 %.